# Kanzenze (Sektor)
Kanzenze (Kinyarwanda Umurenge wa Kanzenze) ist einer von zwölf Sektoren im Distrikt Rubavu in der Westprovinz von Ruanda.

## Geographie
Kanzenze hat eine Fläche von 22,6 km². Der Sektor grenzt im Norden an Mudende, im Osten an Bigogwe, im Süden an Kanama, im Südwesten an Nyakiriba und im Nordwesten an Cyanzarwe. Er unterteilt sich in die sechs Zellen Kanyirabigogo, Kirerema, Muramba, Nyamikongi, Nyamirango und Nyaruteme.

## Bevölkerung
Nach Stand der Volkszählung von 2022 liegt die Einwohnerzahl bei 23.127. Zehn Jahre zuvor waren es 21.309, was einem jährlichen Bevölkerungszuwachs von 0,82 Prozent zwischen 2012 und 2022 entspricht.

## Verkehr
Durch den Sektor verläuft die Nationalstraße 2.